# Ałczewsk
Ałczewsk (ukr. Алчевськ) – miasto na południowo-wschodniej Ukrainie, w obwodzie ługańskim, w Donieckim Zagłębiu Węglowym, oddalone 45 km od Ługańska. Stacja kolejowa.
Od 1961 miasto trzy razy zmieniało nazwy. Od 1931 do 1961 nazywało się Woroszyłowśk (Ворошиловск), później do 1991 Kommunarśk (Коммунарск), od 1991 nazywa się Ałczewsk.

## Historia
Miasto zostało założone w 1895 jako miejscowość mieszkalna dla pracowników tutejszej huty żelaza, przy węźle kolejowym Juriewka na kolei Jekatierińskiej.
W 1930 roku zaczęto wydawać gazetę.
Największa ekspansja mieszkańców miała miejsce w latach 50. i 60. XX wieku, kiedy miasto stało się jednym z największych centrów przemysłowych okręgu donieckiego. Obecnie w hucie żelaza wytapia się jedną czwartą surówki w obwodzie.
Od 1991 w granicach Ukrainy.
Do 1997 r. istniały tutaj dwie wyższe uczelnie (№ 40 i № 81) oraz technikum przemysłowe – metalurgiczne. W maju 1997 r. wyższe uczelnie № 81 zostało zlikwidowano.
Obecny Ałczewsk to duży ośrodek kulturalny i naukowy. Główne gałęzie przemysłu: metalurgia (huta żelaza), koksownia, materiałów budowlanych, elektromechaniczny, lekki i spożywczy. W Ałczewsku ma siedzibę klub piłkarski Stal, grający w sezonie 2005/2006 w Wyszczej Lidze. Od 2014 roku znajduje się pod kontrolą Ługańskiej Republiki Ludowej.

## Demografia
- 1972 – 125 000[2]
- 1989 – 125 502[3][7]
- 2003 – 112 200[4]
- 2013 – 111 360[8]
- 2014 – 110 474[9]

## Miasta partnerskie
- Dąbrowa Górnicza (od 2006 roku)
- Dunaújváros